# Hermann Greifeld

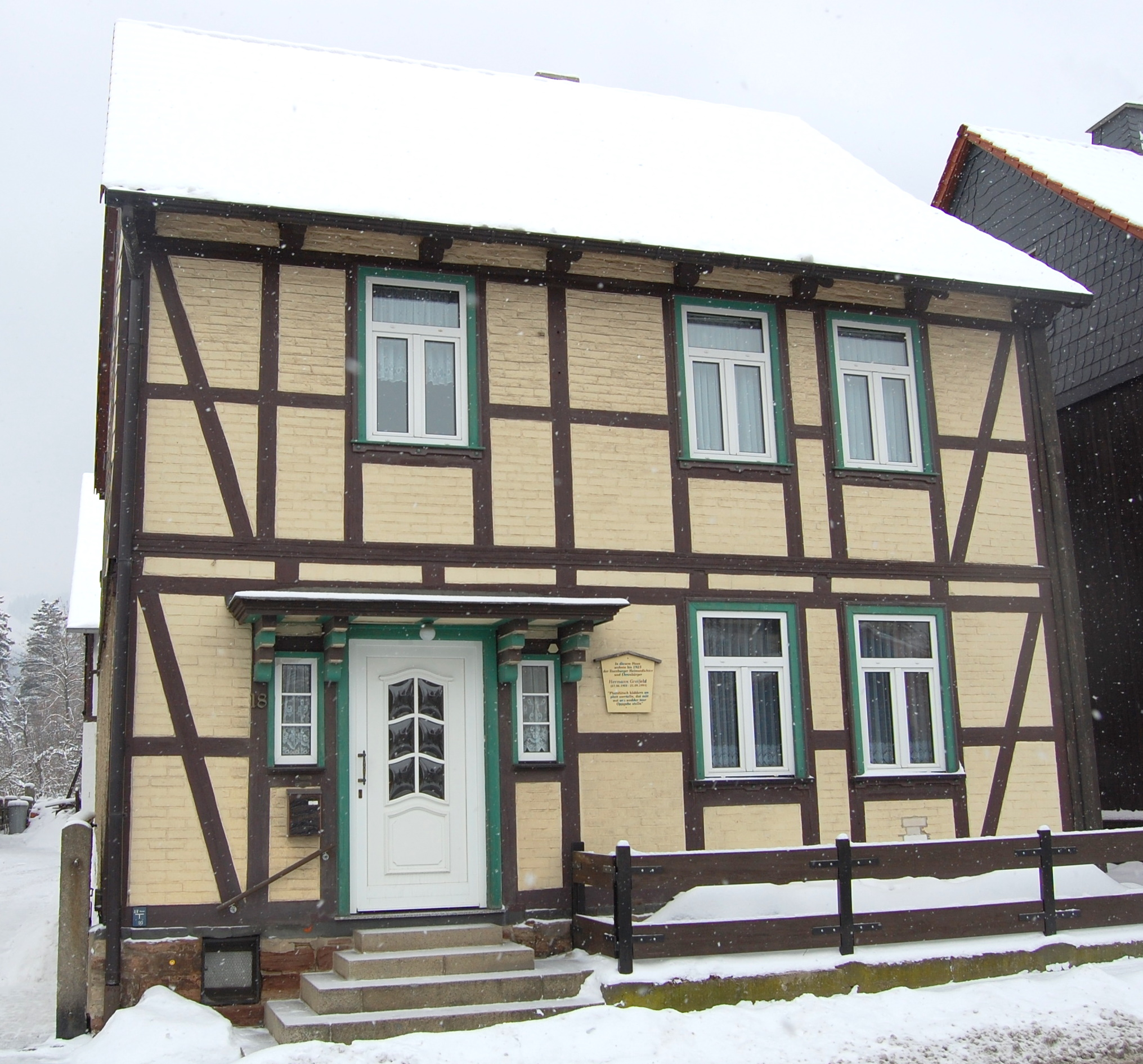
Wohnhaus Greifelds in Ilsenburg bis 1923 (2010)

Hermann Greifeld (* 27. Juni 1901 in Ilsenburg; † 21. September 1991) war ein deutscher Harzer Heimatdichter.
Greifeld hatte zunächst Schlosser gelernt und war dann 40 Jahre in den Ilsenburg umgebenden Waldgebieten als Holzfuhrmann tätig. Er engagierte sich für den Gebrauch des Plattdeutschen und veröffentlichte auch in dieser Sprache. Darüber hinaus war er als Bodendenkmalpfleger tätig. Er gehörte auch der örtlichen Gemeindevertretung und dem Kreistag an. 1991 ernannte ihn seine Heimatstadt zum Ehrenbürger.

## Werke
- Mit dä Bodefrue oppm Patt ; Allerlei in Harzer Mundart, 1984